# Майоровка (Полтавская область)
Майоровка (укр. Майорівка) — село,
Чапаевский сельский совет,
Чутовский район,
Полтавская область,
Украина.
Код КОАТУУ — 5325484007. Население по переписи 2001 года составляло 109 человек.

## Географическое положение
Село Майоровка находится в урочище Богунка, на расстоянии в 6 км от села Новая Кочубеевка.